# The Phoenician Scheme
The Phoenician Scheme (La trama fenicia, en España) es una película de comedia negra y espionaje de 2025, producida, escrita y dirigida por Wes Anderson a partir de una historia que concibió junto a Roman Coppola. La película cuenta con un reparto que incluye a Benicio del Toro, Mia Threapleton, Michael Cera, Riz Ahmed, Tom Hanks, Bryan Cranston, Mathieu Amalric, Richard Ayoade, Jeffrey Wright, Scarlett Johansson, Benedict Cumberbatch, Rupert Friend, Hope Davis, F. Murray Abraham, Charlotte Gainsbourg, Willem Dafoe y Bill Murray. Es una coproducción internacional entre Estados Unidos y Alemania, producida por la compañía de Anderson, American Empirical Pictures, y la de Steven Rales, Indian Paintbrush.
Anderson habló sobre la película en junio de 2023, mientras promocionaba Asteroid City. Afirmó que ya había sido escrita antes del inicio de la huelga del WGA de ese año. En septiembre, reveló que Del Toro y Cera estaban previstos para unirse al elenco y que esperaba comenzar el rodaje poco después del fin de la huelga SAG-AFTRA de 2023. El resto del reparto se incorporó entre enero y junio de 2024. La filmación tuvo lugar en los estudios Babelsberg, en Alemania, entre marzo y junio de 2024, con Bruno Delbonnel como director de fotografía. Alexandre Desplat, colaborador frecuente de Anderson, regresó para componer la banda sonora.
The Phoenician Scheme tuvo su estreno mundial el 18 de mayo de 2025, en la competencia principal del Festival de Cine de Cannes de ese año. Fue estrenada en cines en Estados Unidos por  Focus Features el 30 de mayo, mientras que Universal Pictures fijó su estreno en Alemania para el 29 de junio de 2025. La película recibió reseñas generalmente positivas.

## Argumento
En 1950, el traficante de armas e industrial Anatole "Zsa-Zsa" Korda sobrevive por poco a un intento de asesinato. Inconsciente, entra en el más allá, donde un tribunal divino juzga su valía para entrar al Cielo. Sabiendo que no puede huir de los asesinos para siempre, Korda intenta recomponer su relación con su única hija, la novicia católica Hermana Liesl. Le pide a Liesl que abandone la Iglesia y se haga cargo de su negocio. Korda y Liesl tienen una relación tensa, ya que Korda la envió a un convento a los cinco años y se rumorea que asesinó a la madre de Liesl, aunque él lo niega. Liesl también conoce a Bjørn, un entomólogo noruego y asistente administrativo de Korda.
Gobiernos de todo el mundo quieren detener las prácticas comerciales poco éticas de Korda. Surge una oportunidad cuando Korda arriesga su fortuna en un arriesgado plan para modernizar la infraestructura de Fenicia con mano de obra esclava. La agente gubernamental Excalibur conspira para aumentar el precio de los materiales de construcción, lo que amenaza con llevar a Korda a la bancarrota.
Con Liesl y Bjørn a su lado, Korda se reúne con sus inversores e intenta estafarles. Les pide engañosamente a los californianos Leland y Reagan que firmen un contrato que aumenta su contribución financiera sin informarles del cambio, chantajea al dueño de un club nocturno francés, Marseille Bob, y amenaza con matar a Marty, un empresario de la Costa Este, en un atentado suicida . Aunque sus inversores están furiosos, Korda se las arregla para salir airoso de cada situación. Sin embargo, los inversores aceptan cubrir solo el 50 % del déficit presupuestario.
Durante el viaje, Liesl y Korda exploran su peculiar relación. Tras recibir una bala por Marseille Bob, Korda se encuentra con la madre de Liesl en el más allá; ella le confiesa que él no es su padre. Korda se da cuenta de que solo podía ofrecerle dinero a su familia, no amor. Además, durante su enfrentamiento con Marty, Korda, atormentado por la culpa, admite que sabía que la madre de Liesl tenía una aventura con su hermanastro Nubar, del que estaba distanciado. Para vengarse, falsificó la historia de que ella también tenía una aventura con el asistente de Nubar, lo que llevó a Nubar a matarla. También admite que sigue haciendo negocios con Nubar, quien también ha invertido en el plan fenicio. Liesl está indignada por la amoralidad de su padre, pero acepta seguir ayudándolo para poder enviar a Nubar a la cárcel.
En un último intento por evitar pedirle ayuda a Nubar, Korda le ofrece matrimonio a su prima Hilda, heredera de la fortuna armamentística de Korda. Ella acepta la propuesta, pero se niega a aumentar su inversión. Durante el vuelo de regreso a casa, unos saboteadores destruyen el avión de Korda. Los restos revelan evidencia de que Bjørn es un espía que trabaja para el consorcio de Excalibur. Sin embargo, acepta cambiar de bando, ya que se ha enamorado de Liesl. Korda le explica a Liesl que su familia ha sido disfuncional durante generaciones. Perturbada, Liesl decide abandonar el negocio familiar y regresar a la Iglesia. Un grupo de guerrilleros rescata al grupo y los lleva a casa, donde la madre superiora de Liesl la expulsa de la orden, explicando que es demasiado materialista para la vida religiosa.
Los inversores de Korda se reúnen en el hotel Desert Oasis Palace para presenciar la presentación de su plan. Korda, Liesl y Bjørn finalmente se reúnen con Nubar, quien anuncia que retira toda su inversión. Nubar niega ser el verdadero padre de Liesl y revela que él fue quien intentó matar a Korda desde el principio, argumentando que la vida es un juego de "quién puede vencer a quién". Nubar intenta matar a Korda en una pelea, pero Korda lo vence.
Korda decide cambiar su vida: se convierte al catolicismo, paga a sus trabajadores e invierte toda su fortuna en completar el proyecto fenicio, convencido de que terminar un proyecto digno le dará sentido a su vida. Aunque está en bancarrota, Liesl queda impresionada y acepta que sea su padre. Ambos se retiran a una vida más sencilla, regentando un pequeño bistró. Hilda anula su breve matrimonio con Korda y le devuelve su anillo de bodas. Korda se lo presta a Bjørn, quien le propone matrimonio a Liesl; ella acepta. Al final del día, Liesl y Korda juegan a las cartas juntos como familia.

## Reparto
- Benicio del Toro
- Mia Threapleton
- Michael Cera
- Riz Ahmed
- Tom Hanks
- Bryan Cranston
- Mathieu Amalric
- Richard Ayoade
- Scarlett Johansson
- Benedict Cumberbatch
- Jeffrey Wright
- Rupert Friend
- Hope Davis
- Bill Murray
- Charlotte Gainsbourg
- Willem Dafoe
- F. Murray Abraham
- Tonio Arango
- Aysha Joy Samuel
- Mohamed Chahrour
- Imke Büchel
- Anna Bardorf
- Imad Mardnli
- Jaime Ferkic
- Antonia Desplat
- Sabine Hollweck

## Producción
En mayo de 2023, surgieron rumores sobre la participación de Cera y del Toro en el siguiente proyecto del cineasta. Un mes después, mientras promocionaba Asteroid City, él confirmó el proyecto y lo describió como una «historia de aventuras» centrada en tres personajes. También reveló que ya había finalizado el guion antes del inicio de la huelga del sindicato de guionistas de ese año, en colaboración con Coppola. Luego, confirmó la participación del Toro, quien aparecería en cada escena, y adelantó que la trama giraría en torno a «una oscura historia de espionaje con una relación padre-hija en su núcleo». En septiembre, aseguró que Cera se uniría parte del elenco y expresó su deseo de comenzar el rodaje una vez finalizada la huelga. En 2024, se anunció a Murray, Mia Threapleton y Riz Ahmed como parte del reparto, y a Rales y su compañía a cargo de la producción.
La fotografía principal inició el 12 de marzo de 2024 en Babelsberg Studio, y concluyó el 3 de junio. Tres días después, se reveló el resto del elenco, que incluyó a Hanks, Cumberbatch, Johansson, Dafoe, Cranston, Threapleton, Tonio Arango, Imke Büchel, Imad Mardnli, Mohamed Chahrour, Jaime Ferkic, Antonia Desplat, Aysha Samuel y Sabine Hollweck. Alexandre Desplat regresará como compositor de la banda sonora, sumando así su séptima colaboración con Anderson.

## Estreno
En febrero de 2025, Focus Features adquirió los derechos mundiales de la película, y su empresa matriz, Universal Pictures, se encargó de la distribución internacional. The Phoenician Scheme fue estrenada 30 de mayo de 2025 en Estados Unidos. En abril del mismo año, se confirmó que la película competiría por la Palma de Oro en el Festival de Cine de Cannes de 2025, donde tuvo su estreno mundial el 18 de mayo.